# تاماس بالوف
تاماس بالوف (بالمجرية: Balogh Tamás)‏ هو مدرب كرة قدم ولاعب كرة قدم مجري، ولد في 6 سبتمبر 1967 في بودابست في المجر. لعب مع دوناوجفاروس وغيور تورنا أوزتالي ونادي بودابست ونادي فيرينتسفاروشي.